# 函館市立湯川中学校
函館市立湯川中学校（はこだてしりつ ゆのかわちゅうがっこう）は、北海道函館市の公立中学校である。

## 概要
本校は1947年に函館市が学制改革に伴って新たに設置した13の市立中学校の中の一つである。本校では開校記念日を5月20日に指定している。
本校は戦前の函館市に建設され、地元のクラブチームで名高い函館太洋倶楽部の初代本拠地球場であり、1934年には日米野球が開催された函館湯の川球場の跡地に設置された。このため、本校敷地内に函館湯の川球場跡地の記念碑が函館市によって設置されている。